# Associazione Calcio Pistoiese 2006-2007
Questa pagina raccoglie le informazioni riguardanti l'Associazione Calcio Pistoiese nelle competizioni ufficiali della stagione 2006-2007. Il presidente del sodalizio è Maurizio Fagni. 

## Rosa
| N. |                                 | Ruolo | Calciatore           |
| -- | ------------------------------- | ----- | -------------------- |
|    | Italia (bandiera)               | C     | Marcello Albino      |
|    | Italia (bandiera)               | A     | Fabio Alteri         |
|    | Italia (bandiera)               | C     | Tommaso Bellazzini   |
|    | Bosnia ed Erzegovina (bandiera) | C     | Sandro Bloudek       |
|    | Italia (bandiera)               | C     | Fabrizio Boccaccini  |
|    | Italia (bandiera)               | C     | Filippo Breschi      |
|    | Italia (bandiera)               | C     | Fabio Catacchini     |
|    | Italia (bandiera)               | D     | Lorenzo Collacchioni |
|    | Italia (bandiera)               | D     | Roberto Corradi      |
|    | Italia (bandiera)               | C     | Vincenzo D'Isanto    |
|    | Italia (bandiera)               | D     | Mavillo Gheller      |
|    | Italia (bandiera)               | D     | Tommaso Ghinazzi     |
|    | Italia (bandiera)               | P     | Guido Lippi          |

| N. |                    | Ruolo | Calciatore           |
| -- | ------------------ | ----- | -------------------- |
|    | Italia (bandiera)  | C     | Matteo Lombardo      |
|    | Italia (bandiera)  | A     | Giuseppe Madonia     |
|    | Italia (bandiera)  | C     | Saverio Maranzano    |
|    | Italia (bandiera)  | P     | Gianmatteo Mareggini |
|    | Italia (bandiera)  | C     | Stefano Mondini      |
|    | Italia (bandiera)  | A     | Simone Motta         |
|    | Italia (bandiera)  | C     | Claudio Pani         |
|    | Italia (bandiera)  | C     | Marco Parolo         |
|    | Italia (bandiera)  | C     | Alex Pederzoli       |
|    | Italia (bandiera)  | A     | Cristian Romanelli   |
|    | Italia (bandiera)  | D     | Emanuele Venturelli  |
|    | Austria (bandiera) | C     | Daniel Wolf          |

## Risultati

### Campionato

#### Girone di andata
| 3 settembre 2006 1ª giornata | Pistoiese | 1 – 0 | Pro Patria |  |

| 10 settembre 2006 2ª giornata | Cremonese | 1 – 0 | Pistoiese |  |

| 17 settembre 2006 3ª giornata | Pistoiese | 0 – 1 | Ivrea |  |

| 24 settembre 2006 4ª giornata | Sangiovannese | 1 – 1 | Pistoiese |  |

| 1º ottobre 2006 5ª giornata | Pistoiese | 1 – 1 | Grosseto |  |

| 8 ottobre 2006 6ª giornata | Venezia | 2 – 1 | Pistoiese |  |

| 15 ottobre 2006 7ª giornata | Pistoiese | 1 – 0 | Pisa |  |

| 22 ottobre 2006 8ª giornata | Massese | 1 – 1 | Pistoiese |  |

| 29 ottobre 2006 9ª giornata | Pistoiese | 1 – 0 | Pavia |  |

| 5 novembre 2006 10ª giornata | Monza | 1 – 0 | Pistoiese |  |

| 12 novembre 2006 11ª giornata | Pistoiese | 2 – 0 | Padova |  |

| 19 novembre 2006 12ª giornata | Pistoiese | 0 – 0 | Pro Sesto |  |

| 26 novembre 2006 13ª giornata | Pizzighettone | 1 – 1 | Pistoiese |  |

| 3 dicembre 2006 14ª giornata | Pistoiese | 0 – 0 | Novara |  |

| 10 dicembre 2006 15ª giornata | Cittadella | 3 – 0 | Pistoiese |  |

| 17 dicembre 2006 16ª giornata | Pistoiese | 1 – 1 | Sassuolo |  |

| 23 dicembre 2006 17ª giornata | Lucchese | 1 – 0 | Pistoiese |  |

#### Girone di ritorno
| 14 gennaio 2007 18ª giornata | Pro Patria | 0 – 0 | Pistoiese |  |

| 21 gennaio 2007 19ª giornata | Pistoiese | 2 – 2 | Cremonese |  |

| 28 gennaio 2007 20ª giornata | Ivrea | 0 – 3 | Pistoiese |  |

| 4 febbraio 2007 21ª giornata | Pistoiese | 2 – 1 | Sangiovannese |  |

| 11 febbraio 2007 22ª giornata | Grosseto | 3 – 0 | Pistoiese |  |

| 18 febbraio 2007 23ª giornata | Pistoiese | 2 – 1 | Venezia |  |

| 25 febbraio 2007 24ª giornata | Pisa | 2 – 1 | Pistoiese |  |

| 4 marzo 2007 25ª giornata | Pistoiese | 4 – 0 | Massese |  |

| 18 marzo 2007 26ª giornata | Pavia | 0 – 2 | Pistoiese |  |

| 25 marzo 2007 27ª giornata | Pistoiese | 0 – 0 | Monza |  |

| 1º aprile 2007 28ª giornata | Padova | 1 – 0 | Pistoiese |  |

| 7 aprile 2007 29ª giornata | Pro Sesto | 1 – 0 | Pistoiese |  |

| 15 aprile 2007 30ª giornata | Pistoiese | 0 – 0 | Pizzighettone |  |

| 22 aprile 2007 31ª giornata | Novara | 0 – 3 | Pistoiese |  |

| 29 aprile 2007 32ª giornata | Pistoiese | 1 – 1 | Cittadella |  |

| 6 maggio 2007 33ª giornata | Sassuolo | 1 – 0 | Pistoiese |  |

| 13 maggio 2007 34ª giornata | Pistoiese | 2 – 2 | Lucchese |  |